# Konventionen om märkning av kollin vid fartygstransporter
Konventionen om märkning av kollin vid fartygstransporter (ILO:s konvention nr 27 angående märkning av kollin vid fartygstransporter, Convention concerning the Marking of the Weight on Heavy Packages Transported by Vessels) är en konvention som antogs av Internationella arbetsorganisationen (ILO) den 21 juni 1929 i Genève. Konventionen slår fast att gods som transporteras till sjöss ska vägas och markeras med sin vikt. Reglerna gäller alla varor som väger över ett ton. Konventionen består av 8 artiklar.

## Ratificering
Konventionen har ratificerats av 66 stater.